# FA Cup 1876-1877
La FA Cup 1876–77 fu la sesta edizione del torneo calcistico più vecchio del mondo. Vi presero parte 37 compagini, cinque in più dell'anno precedente.

## Calendario della competizione
| Turni            | Date                         | Partite disputate | Club  | Nuove partecipanti |
| ---------------- | ---------------------------- | ----------------- | ----- | ------------------ |
| Primo Turno      | 14 ottobre/11 novembre 1876  | 18 (11 giocate)   | 37→19 | 37                 |
| Secondo Turno    | 29 novembre/16 dicembre 1876 | 9                 | 19→10 | -                  |
| Terzo Turno      | 20 gennaio/3 febbraio 1877   | 5 (4 giocate)     | 10→5  | -                  |
| Quarti di Finale | 17/24 febbraio 1877          | 2                 | 5→3   | -                  |
| Semifinale       | 20 marzo 1877                | 1                 | 3→2   | -                  |
| Finale           | 24 marzo 1877                | 1                 | 2→1   | -                  |

## Primo Turno
| Squadra locale        | Punteggio                                       | Squadra ospite      | Data             |
| --------------------- | ----------------------------------------------- | ------------------- | ---------------- |
| Pilgrims              | 4-1                                             | Ramblers            | 14 ottobre 1876  |
| Upton Park            | 7-0                                             | Leyton              | 28 ottobre 1876  |
| Forest School         | 4-1                                             | Gresham             | 4 novembre 1876  |
| Hertfordshire Rangers | 1-2                                             | Marlow              | 4 novembre 1876  |
| Rochester             | 5-0                                             | Higbury Union       | 4 novembre 1876  |
| Royal Engineers       | 2-1                                             | Old Harrovians      | 4 novembre 1876  |
| South Norwood         | 4-1                                             | Saxons              | 4 novembre 1876  |
| Swifts                | 2-0                                             | Reading Hornets     | 4 novembre 1876  |
| Panthers              | 3-0                                             | Wood Grange         | 8 novembre 1876  |
| 105th Regiment        | 3-0                                             | 1st Surrey Rifles   | 11 novembre 1876 |
| Clapham Rovers        | 5-0                                             | Reigate Priory      | 11 novembre 1876 |
| Barnes                | Qualificata per ritiro dell'avversaria          | Old Etonians        |                  |
| Cambridge University  | Qualificata per ritiro dell'avversaria          | High Wycombe        |                  |
| Oxford University     | Qualificata per ritiro dell'avversaria          | Old Salopians       |                  |
| Sheffield             | Qualificata per ritiro dell'avversaria          | Trojans             |                  |
| Shropshire Wanderers  | Qualificata per ritiro dell'avversaria          | Druids              |                  |
| Southall              | Qualificata per ritiro dell'avversaria          | Old Wykehamists     |                  |
| Wanderers             | Qualificata per ritiro dell'avversaria          | Saffron Walden Town |                  |
| Queen's Park          | Qualificata automaticamente al turno successivo |                     |                  |

## Secondo Turno
| Squadra locale       | Punteggio                                       | Squadra ospite       | Data             |
| -------------------- | ----------------------------------------------- | -------------------- | ---------------- |
| Marlow               | 1-0                                             | Forest School        | 29 novembre 1876 |
| South Norwood        | 0-7                                             | Sheffield            | 2 dicembre 1876  |
| Panthers             | 0-1                                             | Pilgrims             | 9 dicembre 1876  |
| Royal Engineers      | 3-0                                             | Shropshire Wanderers | 9 dicembre 1876  |
| Upton Park           | 1-0                                             | Barnes               | 9 dicembre 1876  |
| Oxford University    | 6-1                                             | 105th Regiment       | 14 dicembre 1876 |
| Cambridge University | 2-1                                             | Clapham Rovers       | 16 dicembre 1876 |
| Rochester            | 1-0                                             | Swifts               | 16 dicembre 1876 |
| Wanderers            | 6-0                                             | Southall             | 16 dicembre 1876 |
| Queen's Park         | Qualificata automaticamente al turno successivo |                      |                  |

## Terzo Turno
| Squadra locale       | Punteggio                              | Squadra ospite | Data            |
| -------------------- | -------------------------------------- | -------------- | --------------- |
| Royal Engineers      | 1-0                                    | Sheffield      | 20 gennaio 1877 |
| Wanderers            | 3-0                                    | Pilgrims       | 20 gennaio 1877 |
| Upton Park           | 2-2                                    | Marlow         | 24 gennaio 1877 |
| Cambridge University | 4-0                                    | Rochester      | 3 febbraio 1877 |
| Oxford University    | Qualificata per ritiro dell'avversaria | Queen's Park   |                 |

### Ripetizione
| Squadra locale | Punteggio | Squadra ospite | Data            |
| -------------- | --------- | -------------- | --------------- |
| Upton Park     | 1-0       | Marlow         | 27 gennaio 1877 |

## Quarti di Finale
| Squadra locale       | Punteggio                                       | Squadra ospite  | Data             |
| -------------------- | ----------------------------------------------- | --------------- | ---------------- |
| Cambridge University | 1-0                                             | Royal Engineers | 17 febbraio 1877 |
| Oxford University    | 0-0                                             | Upton Park      | 24 febbraio 1877 |
| Wanderers            | Qualificata automaticamente al turno successivo |                 |                  |

### Ripetizione
| Squadra locale    | Punteggio | Squadra ospite | Data          |
| ----------------- | --------- | -------------- | ------------- |
| Oxford University | 1-0       | Upton Park     | 10 marzo 1877 |

## Semifinale
| Squadra locale    | Punteggio                                       | Squadra ospite       | Data          |
| ----------------- | ----------------------------------------------- | -------------------- | ------------- |
| Wanderers         | 1-0                                             | Cambridge University | 20 marzo 1877 |
| Oxford University | Qualificata automaticamente al turno successivo |                      |               |

## Finale
| Squadra locale | Punteggio | Squadra ospite    | Data          |
| -------------- | --------- | ----------------- | ------------- |
| Wanderers      | 2-1       | Oxford University | 24 marzo 1877 |